# Stephanopsylla thomasi
Stephanopsylla thomasi är en loppart som först beskrevs av Rothschild 1903.  Stephanopsylla thomasi ingår i släktet Stephanopsylla och familjen Macropsyllidae. Inga underarter finns listade i Catalogue of Life.